# Hip hop nigeriano
El hip hop nigeriano es una vertiente nacida sobre todo a partir de la influencia de las bases militares norteamericanas y el crecimiento de la industria que posibilitó la entrada de éste y otros géneros a toda África Occidental.
El hip hop se importó a Nigeria a finales de los años 80, y se puso regularmente de moda en todas partes a comienzos de los 90. Nigeria destaca especialmente en el campo del breakdance. Los primeros grupos de música rap y electro fueron Sound on Sound, Emphasis, Ruff Rugged & Raw, Osha, De Weez y Black Masquradaz. El mainstream fue abriéndose paso durante la década siguiente, por la atención obtenida con los tempranos éxitos de Trybesmen "Trybal Señales" en 1999 y el trío The Remedies con "Judile" and "Sakoma". Uno de The Remedies, Tony Tetuila, continuó su carrera con Plantashun Boiz obteniendo una gran aceptación comercial. La fundación en 1999 de Paybacktyme Records ayudó a redefinir y establecer una escena de hip hop nigeriana. También el rápido crecimiento general de la escena con el apoyo de los medios de comunicación ayudaron a popularizar la música hip hop en Nigeria. Programas de televisión como MTN Y'ello show, Music Africa o Soundcity played jugaron un papel esencial sobre todo con presentadores como Deji Falope cuya fascinación por las cadenas de diamante y platino y pendientes le hace parecer más perteneciente a la cultura bling bling. Otros músicos de hip hop nigerianos incluyen al antiguo miembro de The Remedies, Eedris Abdulkareem (que protagonizó un espacio publicitario con la estrella americana 50 Cent), Deshola Idowu, JJC and the 419 Squad, Zdon Paporrella, D'Banj, Shawl-x, P-Square, Thorobreds, Modenine y Terry tha Rapman.
En los 90 la compañía discográfica Payback Tyme Records y grupos como Swaat Root (Solo Dee, El-Dee, Mode Nine, Mista Baron, De Weez & 6 Foot Plus), The Trybesmen y Plantashun Boyz si hicieron un hueco dentro la música nigeriana después del derrumbamiento de géneros de Yo-pop. La disponibilidad de ordenadores y de software de edición de música asequible a finales de los años 90 han permitido a los músicos nigerianos alcanzar grabaciones de calidad más altas que rápidamente lograron popularidad.
Las principales publicaciones de hip hop nigeriano son African Beatz magazine, Hip-Hop World y Bubbles.
Ruggedman, artista igbo, es conocido por su rap hardcore, y ha realizado shows por todo el mundo incluyendo Dublín, Irlanda, Ghana, Estados Unidos, entre otros. Blaq Xoul es otro artista de nigeriano igbo, representante de las calles de África, siendo conocido como Underground King Of AfroHipHop. Otros artistas prominentes incluyen modenine, Olusegun Olugbadura Osaniyi, 2face Idibia, Zdon Paporrella, Eedris Abdulkareem, 2Shotz, Amplifyd crew, Ruff, Rugged & Raw y OJB. Además Madarocka conocida como "African Queen of Hip-Hop" fue la primera mujer en Nigeria en aparecer en Africa Independent Television, con unas letras enfocandas a educar y fortalecer a la generación de mañana.
La música hiplife es una fusión ghanesa del highlife y el hip hop. Este estilo es muy popular en Nigeria y Ghana, sobre todo en la capital, Acra, aunque ha alcanzado especial popularidad en toda África Occidental, Reino Unido, España, Estados Unidos, Holanda y Alemania.